# Mercedes-Benz Baureihe 128
Die Baureihe 128 des Herstellers Daimler-Benz, besser bekannt als Mercedes-Benz 220 SE, gehörte mit seinem Sechszylinder-Einspritzmotor zu den Modellen der Oberklasse. Er wurde aus dem Vergasermodell 220 S (W 180 II) entwickelt und parallel zu diesem sowie zur oberen Mittelklasse W 120/W 121 („Kleiner Ponton“ mit Vierzylindermotoren) gebaut.

## Modellgeschichte

### Allgemeines
Der Mercedes-Benz W 128 war eine Weiterentwicklung des von 1956 bis 1959 angebotenen Mercedes W 180 II und unterschied sich von diesem durch den Einspritzmotor (statt Vergaser). Die Technologie der äußerst aufwändigen Benzindirekteinspritzung hatte Mercedes-Benz bereits im Flugmotorenbau – beispielsweise beim DB 601 – und später auch in Rennfahrzeugen eingesetzt. Auch der legendäre Flügeltürer Mercedes-Benz 300 SL war ab 1954 mit dieser Technologie ausgestattet.

### Technik
Mit der einfacher aufgebauten, bereits ab Anfang 1956 im Spitzenmodell  Mercedes-Benz 300 Sc verwendeten mechanischen Saugrohreinspritzung kam im September 1958 der 220 SE auf den Markt. Im Motor M 127 spritzt die von einem kopiergefrästen Raumnocken (spöttisch „Kartoffel“) gesteuerte Zweistempel-Einspritzpumpe von Bosch über zwei Dreifach-Verteiler den Kraftstoff intermittierend in die Ansaugrohre vor die Einlassventile.
Limousine, Coupé und Cabriolet vom Typ 220 SE entsprechen bis auf den Motor den vergaserbestückten Schwestermodellen vom Typ 220 S. Der Einspritzmotor M 127 hatte eine auf 85 kW (115 PS) bei 4800/min gesteigerte Nennleistung. Die verbesserten Fahrleistungen und der etwas günstigere Kraftstoffverbrauch des Einspritzers mussten allerdings mit einem Mehrpreis von 1900 D-Mark erkauft werden. Für weitere 450 D-Mark war auch der Kupplungsautomat „Hydrak“ lieferbar.
Von Oktober 1958 bis August 1959 wurden nur 1974 Exemplare hergestellt. Im Juli 1994 waren in Deutschland beim Kraftfahrt-Bundesamt noch 102 Fahrzeuge registriert, unberücksichtigt waren dabei Wagen ohne aktuelle Zulassung.

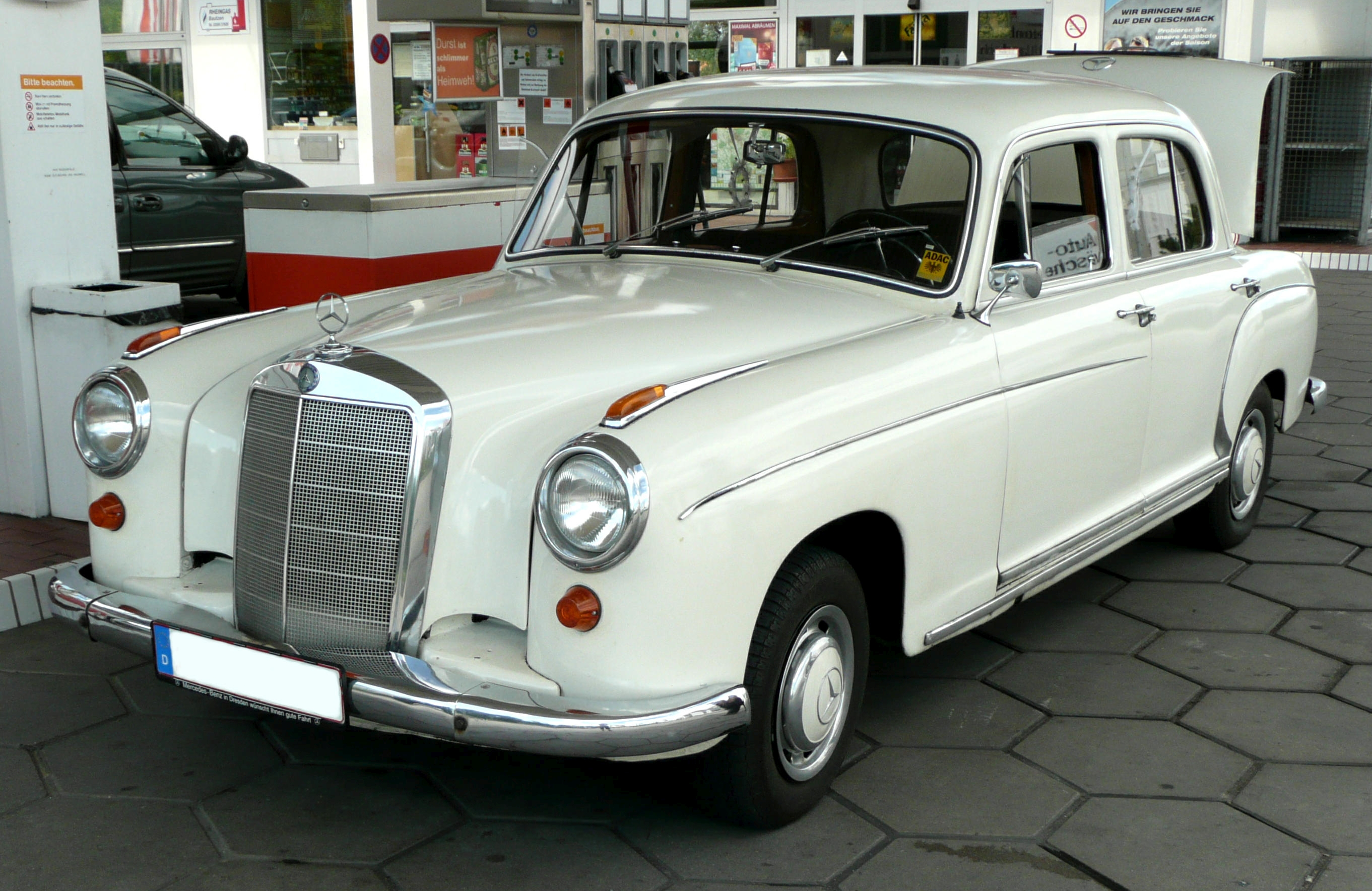
Mercedes-Benz 220 SE (W 128, Baujahr 1958)
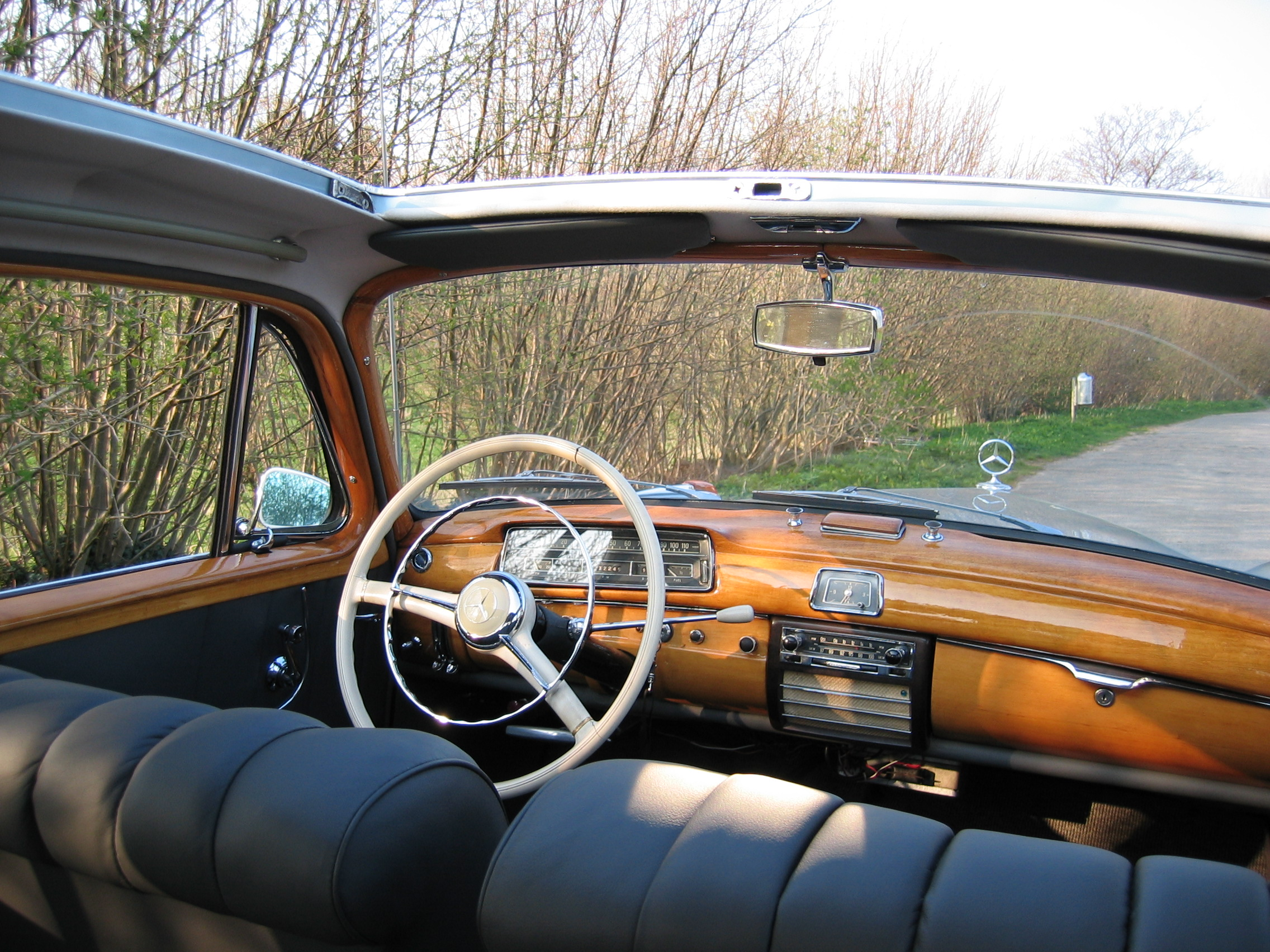
Innenraum eines Mercedes-Benz 220 SE (W 128, Baujahr 1959)
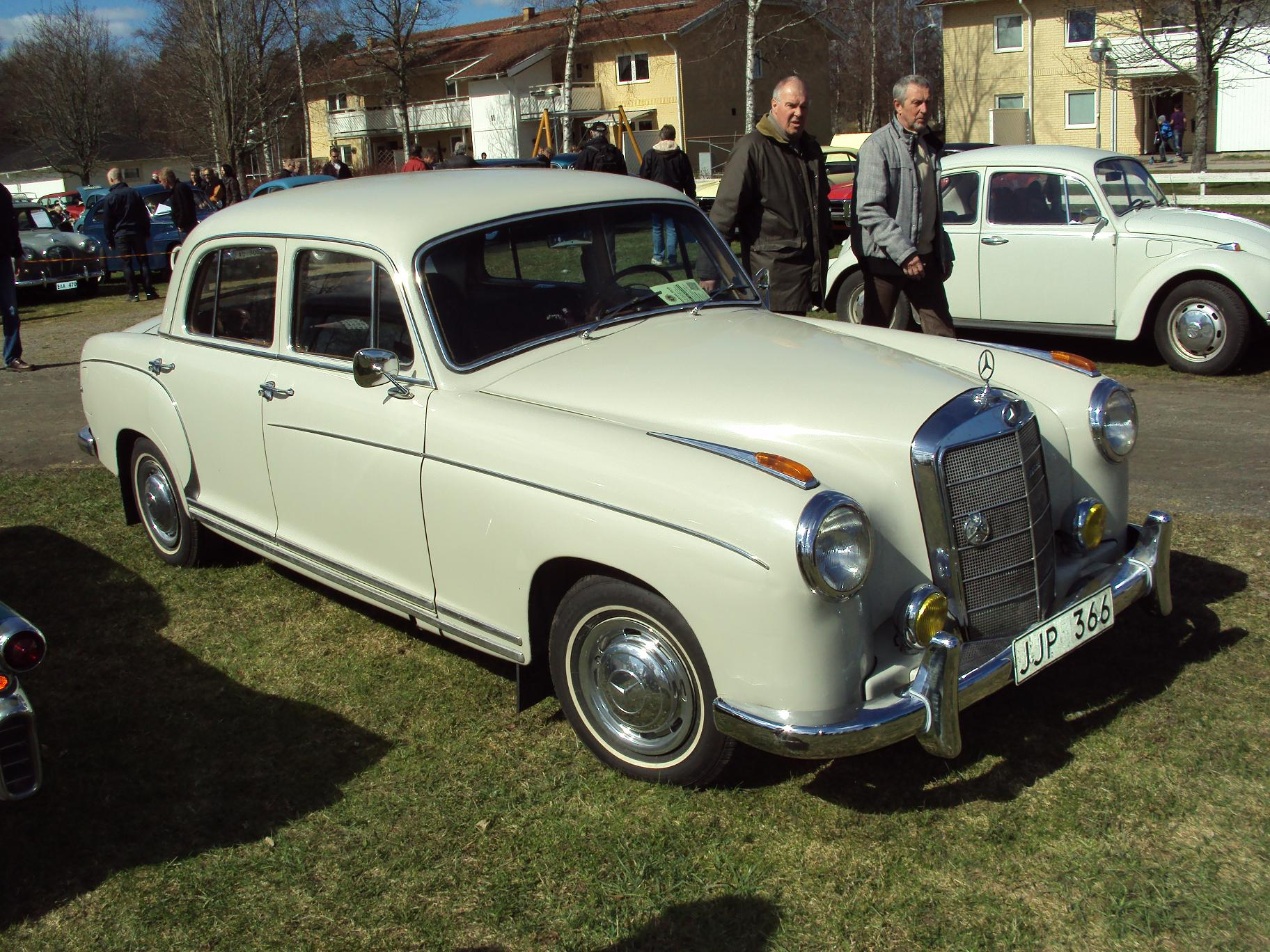
Mercedes-Benz 220 SE
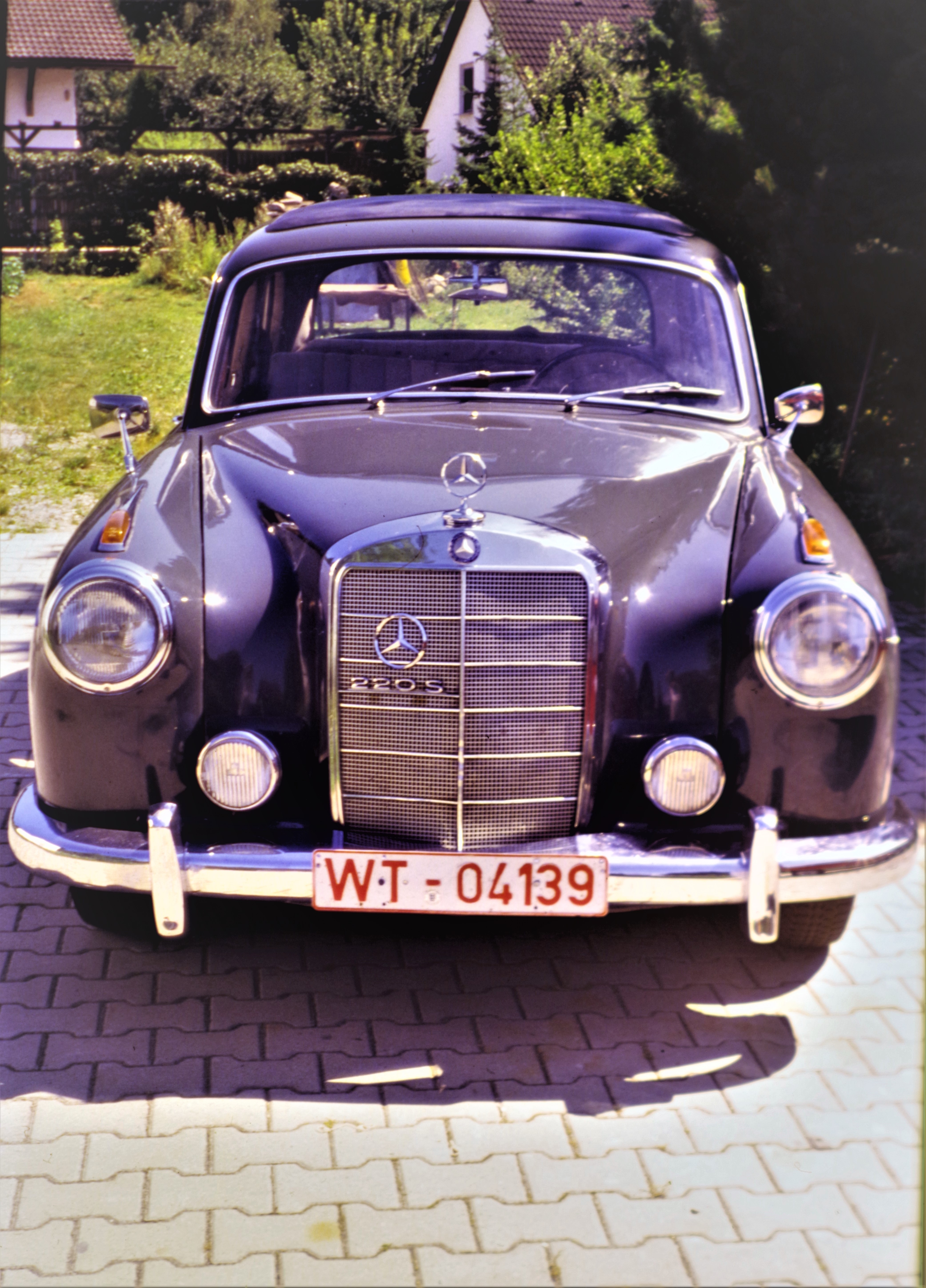
Mercedes-Benz 220 SE Limousine, Baujahr 1959

## Coupé und Cabriolet
Ab September 1958 wurden auch Coupés und Cabriolets, die ansonsten den Vergaserversionen entsprachen, als 220 SE mit mechanischer Saugrohreinspritzung angeboten.
Im August 1959 wurden drei völlig neu konstruierte Sechszylindermodelle mit Heckflossenkarosserie präsentiert, das Baumuster W 111. Die Produktion der Ponton-Limousinen vom Typ 220 SE lief im selben Monat aus. Weitergebaut wurde das Coupé und das Cabriolet. Ab August 1959 kam in beiden Modellen der für die neuen Modelle 220 SEb modifizierte Einspritzmotor zum Einsatz, der dank gerader Ansaugrohre und einer „steileren“ Nockenwelle nun eine Leistung von 88 kW (120 PS) entwickelte.
Im November 1960 endete schließlich auch die Produktion der 220 SE-Coupés und -Cabriolets. Als Nachfolger wurden im Februar 1961 ein neues Coupé und im August 1961 ein neues Cabriolet vorgestellt. Mit insgesamt nur 830 gebauten Exemplaren gehören die Ponton-Coupés mit Einspritzmotor zu den seltenen Modellen der Mercedes-Benz-Nachkriegsproduktion.

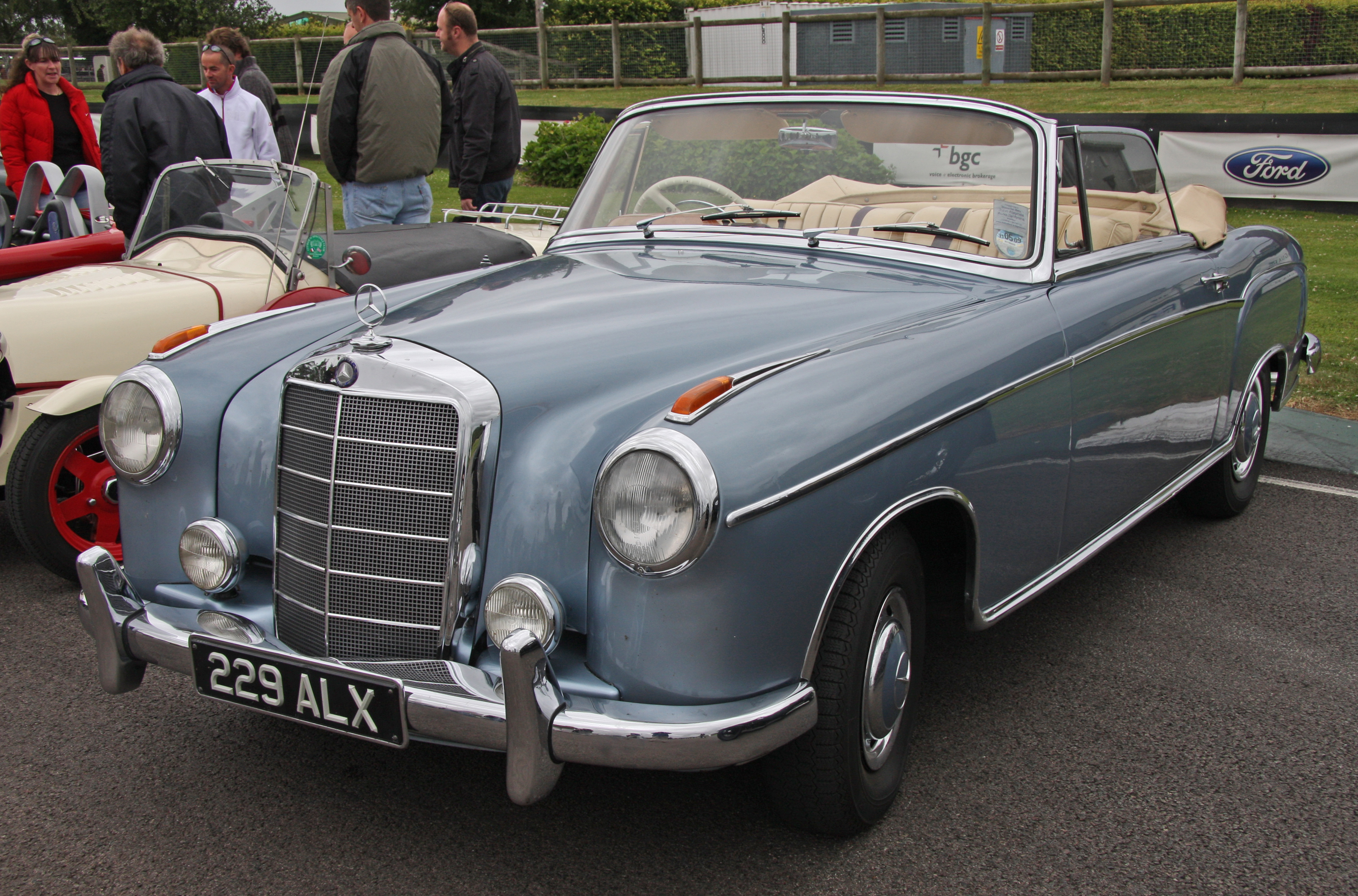
220 SE Cabriolet
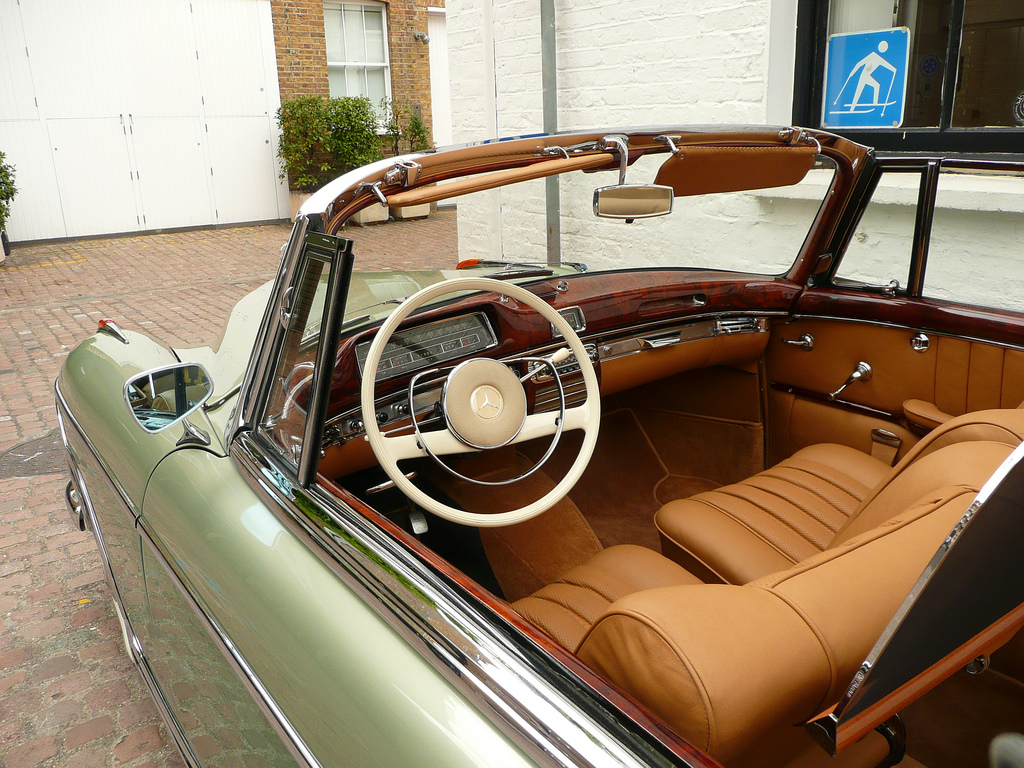
220 SE Innenraum
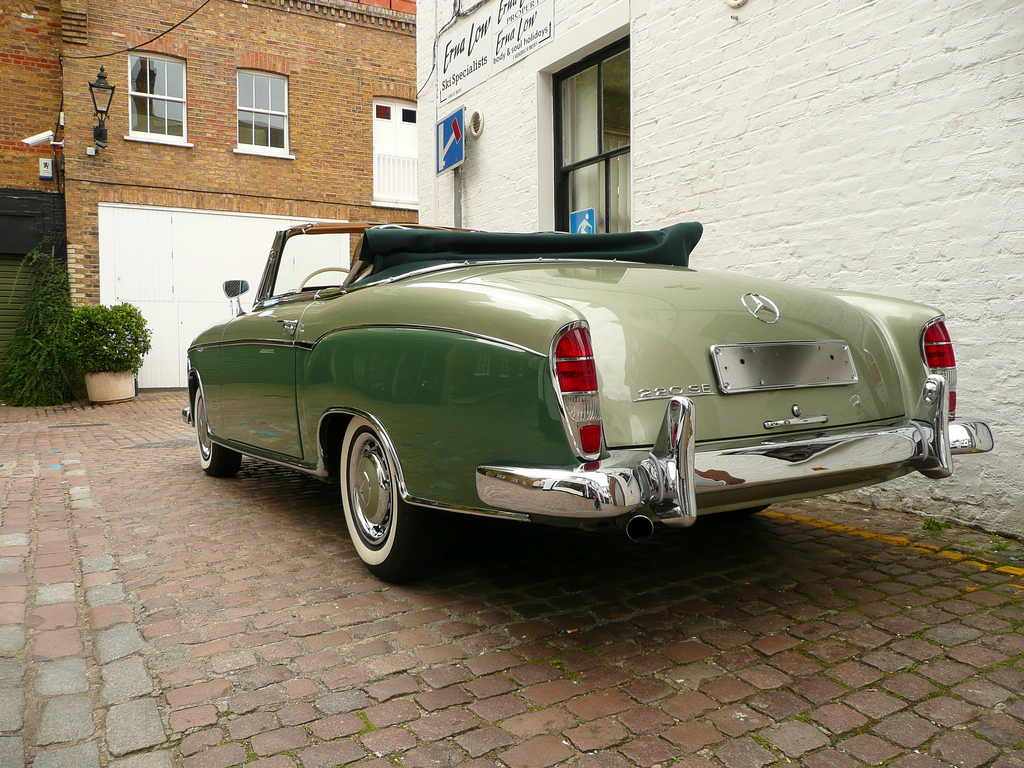
220 SE Heck
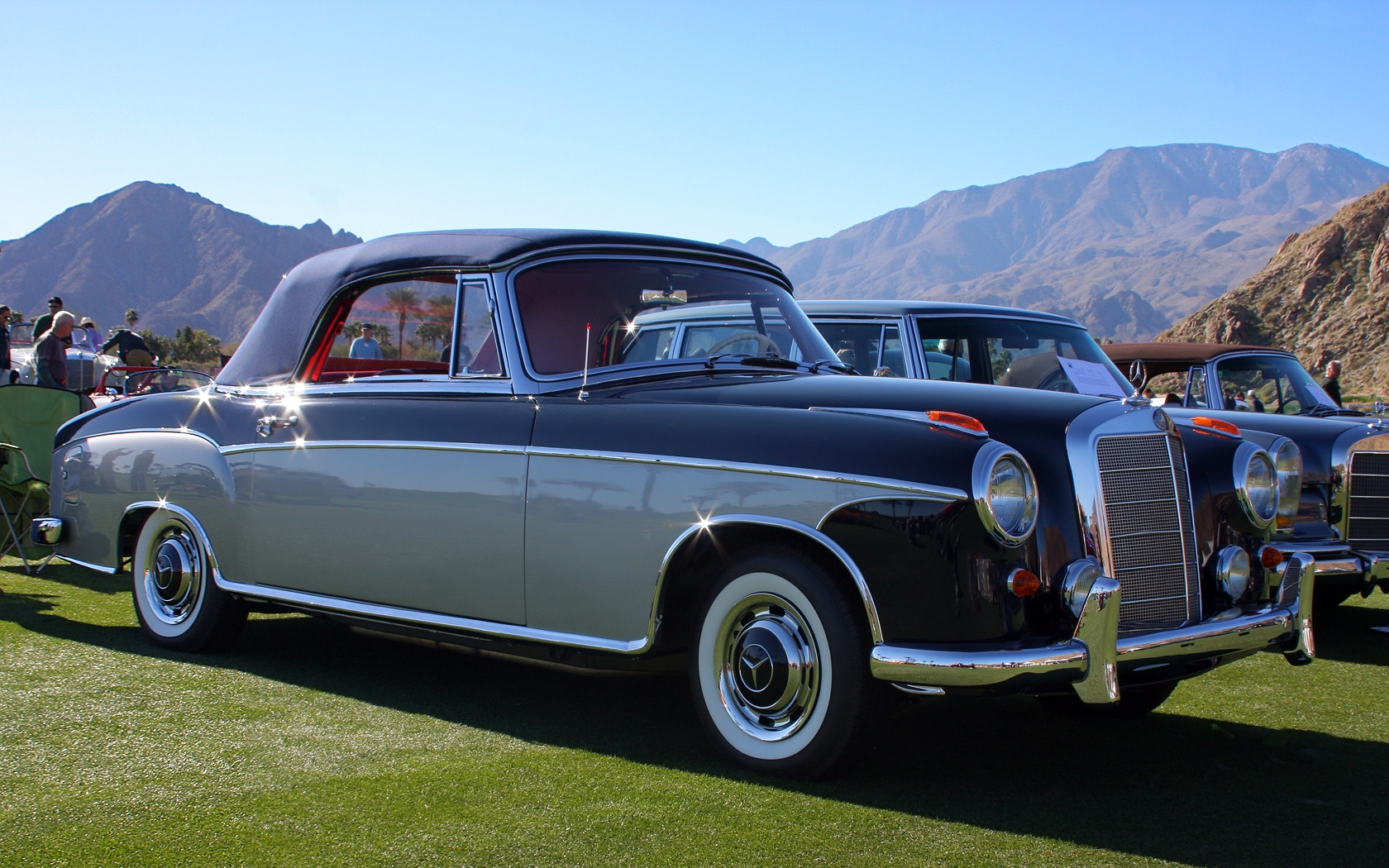
220 SE Cabriolet (1960)
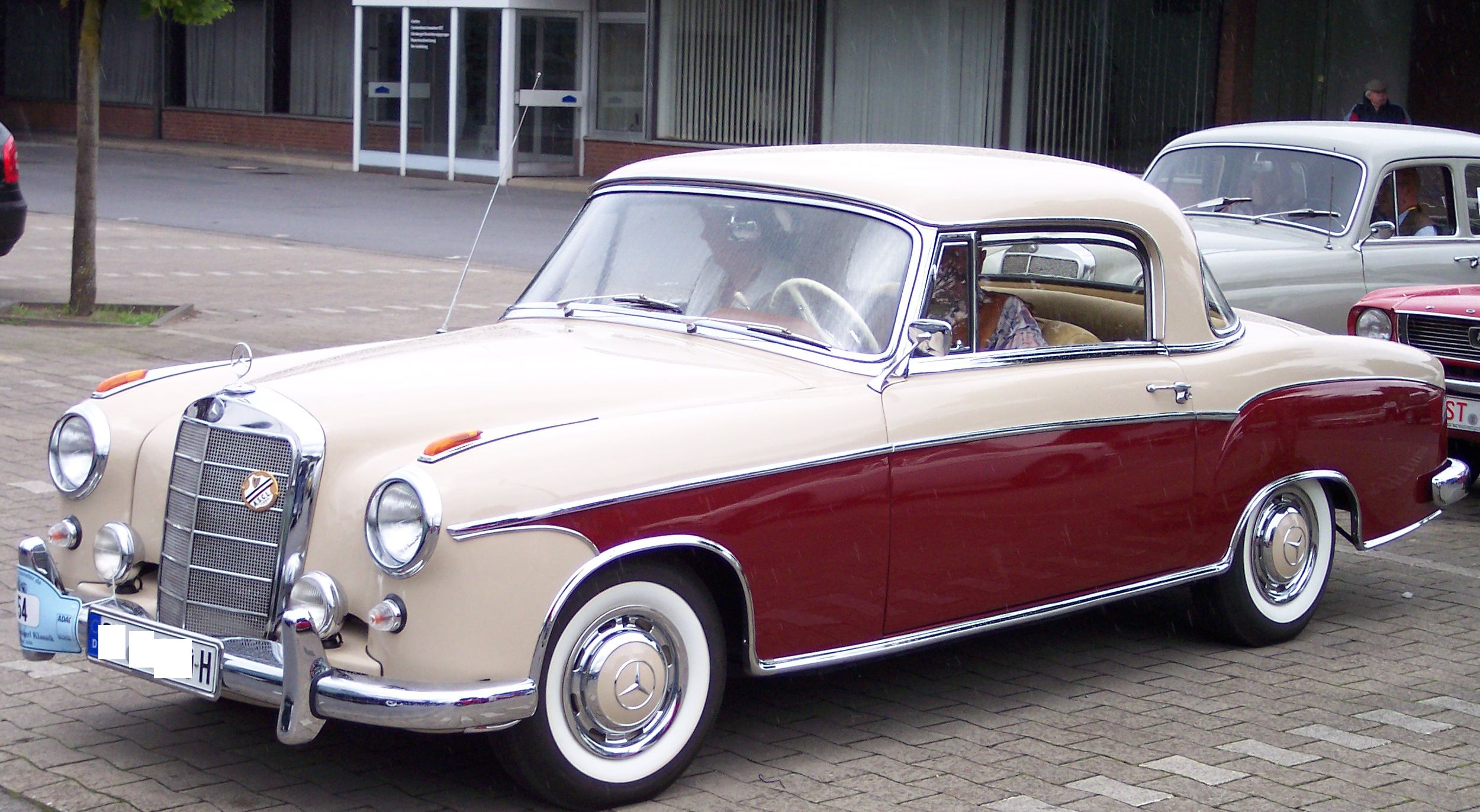
220 SE Cabrio Hardtop
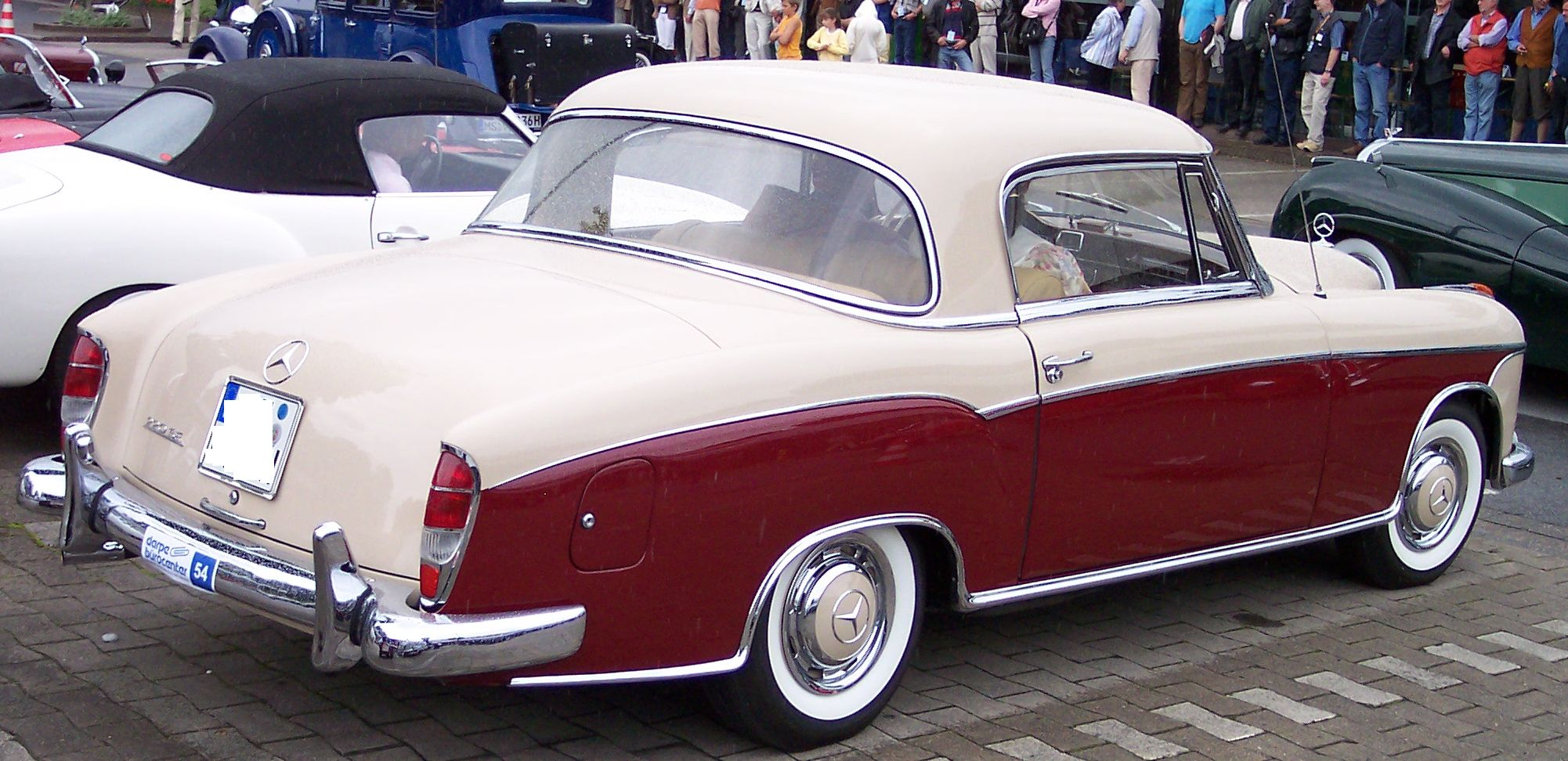
220 SE Cabrio Hardtop
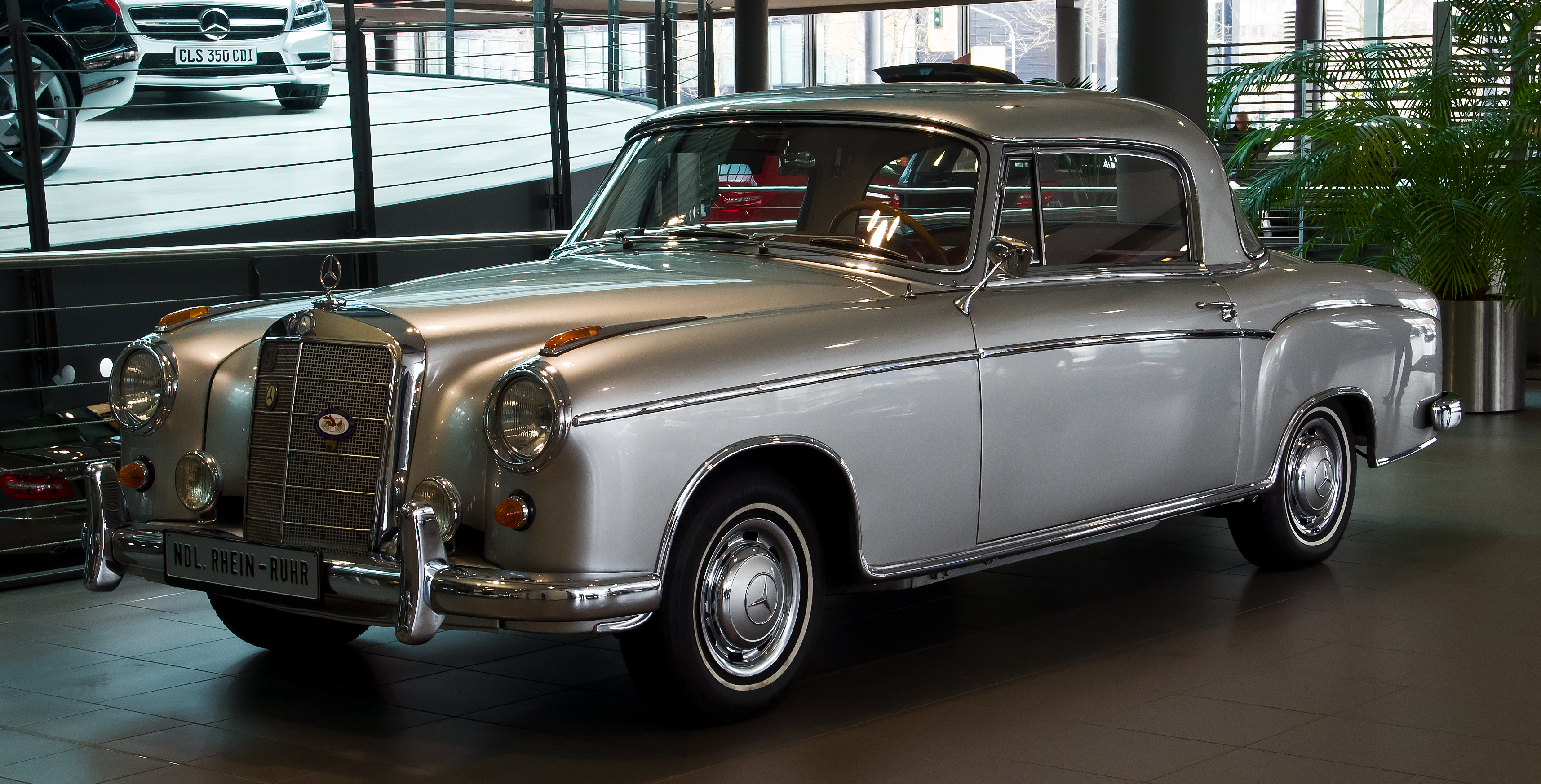
220 SE Coupé (W 128)
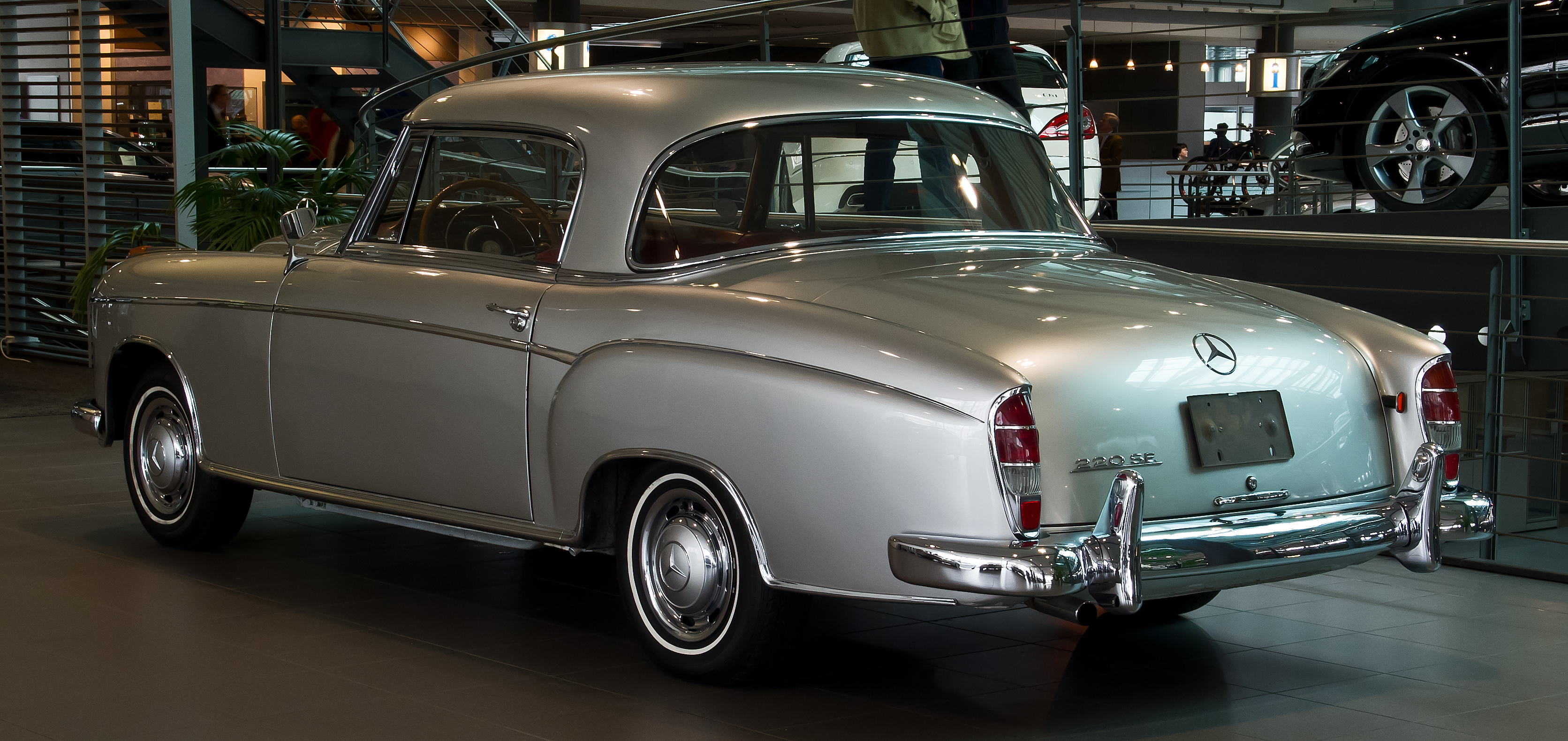
220 SE Coupé (W 128)

## Technische Daten
| Mercedes-Benz 220 SE          | Mercedes-Benz 220 SE                                                                                                  | Mercedes-Benz 220 SE                                                                                                  |
| ----------------------------- | --- | --- |
| Konstruktionsbezeichnung      | W 128 | W 128 |
| Baumuster                     | 128.010 (mit Schiebedach: 128.011)                                                                                    | 128.010 (mit Schiebedach: 128.011)                                                                                    |
| Produktionszeitraum           | Vorserie 04.1958 / Hauptserie 10.1958 – 08.1959                                                                       | Vorserie 04.1958 / Hauptserie 10.1958 – 08.1959                                                                       |
| Motor                         | | |
| Arbeitsverfahren              | Viertakt-Otto (mit intermittierender Saugrohreinspritzung)                                                            | Viertakt-Otto (mit intermittierender Saugrohreinspritzung)                                                            |
| Anordnung im Fahrzeug         | vorn, längs, stehend                                                                                                  | vorn, längs, stehend                                                                                                  |
| Motortyp                      | M 127 I | M 127 I |
| Motorbaumuster                | 127.980 | 127.980 |
| Zylinder                      | 6 / Reihe | 6 / Reihe |
| Hubraum                       | 2195 cm³ (nach Steuerformel 2171 cm³)                                                                                 | 2195 cm³ (nach Steuerformel 2171 cm³)                                                                                 |
| Bohrung × Hub                 | 80 × 72,8 mm | 80 × 72,8 mm |
| Verdichtung                   | 8,7 | 8,7 |
| Leistung                      | 85 kW (115 PS) bei 4800/min                                                                                           | 85 kW (115 PS) bei 4800/min                                                                                           |
| Max. Drehmoment               | 19 mkp (186 Nm) bei 3800/min                                                                                          | 19 mkp (186 Nm) bei 3800/min                                                                                          |
| Ventile                       | 1 Einlass, 1 Auslass / hängend                                                                                        | 1 Einlass, 1 Auslass / hängend                                                                                        |
| Ventilsteuerung               | obenliegende Nockenwelle                                                                                              | obenliegende Nockenwelle                                                                                              |
| Nockenwellenantrieb           | Duplex-Rollenkette | Duplex-Rollenkette |
| Gemischbildung                | Saugrohreinspritzung, mechanisch geregelt; Bosch 2-Stempel-Einspritzpumpe                                             | Saugrohreinspritzung, mechanisch geregelt; Bosch 2-Stempel-Einspritzpumpe                                             |
| Kraftstofftank                | 62 l | 62 l |
| Fahrwerk und Kraftübertragung | | |
| Rahmenausführung              | Rahmenbodenanlage / selbsttragende Karosserie                                                                         | Rahmenbodenanlage / selbsttragende Karosserie                                                                         |
| Radaufhängung vorn            | Doppel-Querlenker-Achse                                                                                               | Doppel-Querlenker-Achse                                                                                               |
| Radaufhängung hinten          | Eingelenk-Pendelachse                                                                                                 | Eingelenk-Pendelachse                                                                                                 |
| Federung vorn                 | Schraubenfedern, Drehstab-Stabilisator                                                                                | Schraubenfedern, Drehstab-Stabilisator                                                                                |
| Federung hinten               | Schraubenfedern | Schraubenfedern |
| Stoßdämpfer                   | hydraulische Teleskop-Stoßdämpfer, rundum                                                                             | hydraulische Teleskop-Stoßdämpfer, rundum                                                                             |
| Lenkung                       | Kugelumlauflenkung | Kugelumlauflenkung |
| Bremsanlage                   | hydraulisch, mit Unterdruck-Bremskraftverstärker, auf Vorder- und Hinterräder wirkend; Trommelbremsen vorn und hinten | hydraulisch, mit Unterdruck-Bremskraftverstärker, auf Vorder- und Hinterräder wirkend; Trommelbremsen vorn und hinten |
| Feststellbremse               | mechanisch, auf Hinterräder wirkend                                                                                   | mechanisch, auf Hinterräder wirkend                                                                                   |
| Räder                         | Stahlblechräder | Stahlblechräder |
| Felgen                        | Tiefbettfelge 5 K × 13 B                                                                                              | Tiefbettfelge 5 K × 13 B                                                                                              |
| Reifen                        | 6,70-13 Sport | 6,70-13 Sport |
| Antrieb                       | Hinterradantrieb | Hinterradantrieb |
| Kraftübertragung              | geteilte Kardanwelle                                                                                                  | geteilte Kardanwelle                                                                                                  |
| Getriebe und Fahrleistungen   | | |
| Getriebe                      | 4-Gang-Schaltgetriebe                                                                                                 | 4-Gang-Schaltgetriebe                                                                                                 |
| Verfügbarkeit                 | Serie | auf Wunsch |
| Schaltung                     | Lenkradschaltung | Lenkradschaltung |
| Kupplung                      | Einscheiben-Trockenkupplung                                                                                           | hydraulisch-automatische Kupplung „Hydrak“                                                                            |
| Getriebeart                   | Zahnrad-Wechselgetriebe                                                                                               | Zahnrad-Wechselgetriebe                                                                                               |
| Getriebe-Übersetzung          | I. 3,52; II. 2,32; III. 1,52; IV. 1,0; R. 3,29                                                                        | I. 3,52; II. 2,32; III. 1,52; IV. 1,0; R. 3,29                                                                        |
| Achsantriebsübersetzung       | 4,10 | 4,10 |
| Höchstgeschwindigkeit         | 160 km/h | 160 km/h |
| Beschleunigung 0-100 km/h     | 15 s, Beschleunigung mit Durchschalten von 0-100 km/h, Belastung 2 Personen                                           | 15 s, Beschleunigung mit Durchschalten von 0-100 km/h, Belastung 2 Personen                                           |
| Kraftstoffverbrauch DIN 70030 | 10,7 l | 10,9 l |
| Abmessungen und Gewichte      | | |
| Radstand                      | 2820 mm | 2820 mm |
| Spur vorne / hinten           | 1430 / 1470 mm | 1430 / 1470 mm |
| Länge                         | 4750 mm | 4750 mm |
| Breite                        | 1740 mm | 1740 mm |
| Höhe                          | 1560 mm | 1560 mm |
| Leergewicht DIN 70020         | 1345 kg (mit Hydrak: 1360 kg)                                                                                         | 1345 kg (mit Hydrak: 1360 kg)                                                                                         |
| Zul. Gesamtgewicht            | 1810 kg | 1810 kg |
| Allgemeine Daten              | | |
| Stückzahl                     | 1.974 | 1.974 |
| Preis                         | 09.1958: 14.400 DM | 09.1958: 14.400 DM |
| Belege                        | | |

| Mercedes-Benz 220 SE Coupé    | Mercedes-Benz 220 SE Coupé                                                                                            | Mercedes-Benz 220 SE Coupé                                                                                            |
| ----------------------------- | --- | --- |
| Konstruktionsbezeichnung      | W 128 | W 128 |
| Baumuster                     | 128.037 | 128.037 |
| Produktionszeitraum           | Vorserie 07.1958 / Hauptserie 10.1958 – 11.1960                                                                       | Vorserie 07.1958 / Hauptserie 10.1958 – 11.1960                                                                       |
| Motor                         | | |
| Arbeitsverfahren              | Viertakt-Otto (mit intermittierender Saugrohreinspritzung)                                                            | Viertakt-Otto (mit intermittierender Saugrohreinspritzung)                                                            |
| Anordnung im Fahrzeug         | vorn, längs, stehend                                                                                                  | vorn, längs, stehend                                                                                                  |
| Motortyp                      | M 127 I, ab 08.1959: M 127 III                                                                                        | M 127 I, ab 08.1959: M 127 III                                                                                        |
| Motorbaumuster                | 127.980, ab 08.1959: 127.983                                                                                          | 127.980, ab 08.1959: 127.983                                                                                          |
| Zylinder                      | 6 / Reihe | 6 / Reihe |
| Hubraum                       | 2195 cm³ (nach Steuerformel 2171 cm³)                                                                                 | 2195 cm³ (nach Steuerformel 2171 cm³)                                                                                 |
| Bohrung × Hub                 | 80 × 72,8 mm | 80 × 72,8 mm |
| Verdichtung                   | 8,7 | 8,7 |
| Leistung                      | 85 kW (115 PS) bei 4800/min; ab 08.1959: 88 kW (120 PS) bei 4800/min                                                  | 85 kW (115 PS) bei 4800/min; ab 08.1959: 88 kW (120 PS) bei 4800/min                                                  |
| Max. Drehmoment               | 19 mkp (186 Nm) bei 3800/min; ab 08.1959: 19,3 mkp (189 Nm) bei 3900/min                                              | 19 mkp (186 Nm) bei 3800/min; ab 08.1959: 19,3 mkp (189 Nm) bei 3900/min                                              |
| Ventile                       | 1 Einlass, 1 Auslass / hängend                                                                                        | 1 Einlass, 1 Auslass / hängend                                                                                        |
| Ventilsteuerung               | obenliegende Nockenwelle                                                                                              | obenliegende Nockenwelle                                                                                              |
| Nockenwellenantrieb           | Duplex-Rollenkette | Duplex-Rollenkette |
| Gemischbildung                | Saugrohreinspritzung, mechanisch geregelt; Bosch 2-Stempel-Einspritzpumpe                                             | Saugrohreinspritzung, mechanisch geregelt; Bosch 2-Stempel-Einspritzpumpe                                             |
| Kraftstofftank                | 62 l | 62 l |
| Fahrwerk und Kraftübertragung | | |
| Rahmenausführung              | Rahmenbodenanlage / selbsttragende Karosserie                                                                         | Rahmenbodenanlage / selbsttragende Karosserie                                                                         |
| Radaufhängung vorn            | Doppel-Querlenker-Achse                                                                                               | Doppel-Querlenker-Achse                                                                                               |
| Radaufhängung hinten          | Eingelenk-Pendelachse                                                                                                 | Eingelenk-Pendelachse                                                                                                 |
| Federung vorn                 | Schraubenfedern, Drehstab-Stabilisator                                                                                | Schraubenfedern, Drehstab-Stabilisator                                                                                |
| Federung hinten               | Schraubenfedern | Schraubenfedern |
| Stoßdämpfer                   | hydraulische Teleskop-Stoßdämpfer, rundum                                                                             | hydraulische Teleskop-Stoßdämpfer, rundum                                                                             |
| Lenkung                       | Kugelumlauflenkung | Kugelumlauflenkung |
| Bremsanlage                   | hydraulisch, mit Unterdruck-Bremskraftverstärker, auf Vorder- und Hinterräder wirkend; Trommelbremsen vorn und hinten | hydraulisch, mit Unterdruck-Bremskraftverstärker, auf Vorder- und Hinterräder wirkend; Trommelbremsen vorn und hinten |
| Feststellbremse               | mechanisch, auf Hinterräder wirkend                                                                                   | mechanisch, auf Hinterräder wirkend                                                                                   |
| Räder                         | Stahlblechräder | Stahlblechräder |
| Felgen                        | Tiefbettfelge 5 K × 13 B                                                                                              | Tiefbettfelge 5 K × 13 B                                                                                              |
| Reifen                        | 6,70-13 Sport | 6,70-13 Sport |
| Antrieb                       | Hinterradantrieb | Hinterradantrieb |
| Kraftübertragung              | geteilte Kardanwelle                                                                                                  | geteilte Kardanwelle                                                                                                  |
| Getriebe und Fahrleistungen   | | |
| Getriebe                      | 4-Gang-Schaltgetriebe                                                                                                 | 4-Gang-Schaltgetriebe                                                                                                 |
| Verfügbarkeit                 | Serie | auf Wunsch |
| Schaltung                     | Lenkradschaltung | Lenkradschaltung |
| Kupplung                      | Einscheiben-Trockenkupplung                                                                                           | hydraulisch-automatische Kupplung „Hydrak“                                                                            |
| Getriebeart                   | Zahnrad-Wechselgetriebe                                                                                               | Zahnrad-Wechselgetriebe                                                                                               |
| Getriebe-Übersetzung          | I. 3,52; II. 2,32; III. 1,52; IV. 1,0; R. 3,29                                                                        | I. 3,52; II. 2,32; III. 1,52; IV. 1,0; R. 3,29                                                                        |
| Achsantriebsübersetzung       | 4,10 | 4,10 |
| Höchstgeschwindigkeit         | 160 km/h; ab 08.1959: 165 km/h                                                                                        | 160 km/h; ab 08.1959: 165 km/h                                                                                        |
| Beschleunigung 0-100 km/h     | 15 s, Beschleunigung mit Durchschalten von 0-100 km/h, Belastung 2 Personen                                           | 15 s, Beschleunigung mit Durchschalten von 0-100 km/h, Belastung 2 Personen                                           |
| Kraftstoffverbrauch DIN 70030 | 10,7 l | 10,9 l |
| Abmessungen und Gewichte      | | |
| Radstand                      | 2700 mm | 2700 mm |
| Spur vorne / hinten           | 1430 / 1470 mm | 1430 / 1470 mm |
| Länge                         | 4700 mm | 4700 mm |
| Breite                        | 1790 mm | 1790 mm |
| Höhe                          | 1530 mm | 1530 mm |
| Leergewicht DIN 70020         | 1380 kg (mit Hydrak: 1400 kg)                                                                                         | 1380 kg (mit Hydrak: 1400 kg)                                                                                         |
| Zul. Gesamtgewicht            | 1810 kg (mit Hydrak: 1830 kg)                                                                                         | 1810 kg (mit Hydrak: 1830 kg)                                                                                         |
| Allgemeine Daten              | | |
| Stückzahl                     | 830 | 830 |
| Preis                         | 09.1958: 23.400 DM 08.1959: 23.200 DM                                                                                 | 09.1958: 23.400 DM 08.1959: 23.200 DM                                                                                 |
| Belege                        | | |

| Mercedes-Benz 220 SE Cabriolet | Mercedes-Benz 220 SE Cabriolet                                                                                        | Mercedes-Benz 220 SE Cabriolet                                                                                        |
| ------------------------------ | --- | --- |
| Konstruktionsbezeichnung       | W 128 | W 128 |
| Baumuster                      | 128.030 | 128.030 |
| Produktionszeitraum            | Vorserie 07.1958 / Hauptserie 10.1958 – 11.1960                                                                       | Vorserie 07.1958 / Hauptserie 10.1958 – 11.1960                                                                       |
| Motor                          | | |
| Arbeitsverfahren               | Viertakt-Otto (mit intermittierender Saugrohreinspritzung)                                                            | Viertakt-Otto (mit intermittierender Saugrohreinspritzung)                                                            |
| Anordnung im Fahrzeug          | vorn, längs, stehend                                                                                                  | vorn, längs, stehend                                                                                                  |
| Motortyp                       | M 127 I, ab 08.1959: M 127 III                                                                                        | M 127 I, ab 08.1959: M 127 III                                                                                        |
| Motorbaumuster                 | 127.980, ab 08.1959: 127.983                                                                                          | 127.980, ab 08.1959: 127.983                                                                                          |
| Zylinder                       | 6 / Reihe | 6 / Reihe |
| Hubraum                        | 2195 cm³ (nach Steuerformel 2171 cm³)                                                                                 | 2195 cm³ (nach Steuerformel 2171 cm³)                                                                                 |
| Bohrung × Hub                  | 80 × 72,8 mm | 80 × 72,8 mm |
| Verdichtung                    | 8,7 | 8,7 |
| Leistung                       | 85 kW (115 PS) bei 4800/min; ab 08.1959: 88 kW (120 PS) bei 4800/min                                                  | 85 kW (115 PS) bei 4800/min; ab 08.1959: 88 kW (120 PS) bei 4800/min                                                  |
| Max. Drehmoment                | 19 mkp (186 Nm) bei 3800/min; ab 08.1959: 19,3 mkp (189 Nm) bei 3900/min                                              | 19 mkp (186 Nm) bei 3800/min; ab 08.1959: 19,3 mkp (189 Nm) bei 3900/min                                              |
| Ventile                        | 1 Einlass, 1 Auslass / hängend                                                                                        | 1 Einlass, 1 Auslass / hängend                                                                                        |
| Ventilsteuerung                | obenliegende Nockenwelle                                                                                              | obenliegende Nockenwelle                                                                                              |
| Nockenwellenantrieb            | Duplex-Rollenkette | Duplex-Rollenkette |
| Gemischbildung                 | Saugrohreinspritzung, mechanisch geregelt; Bosch 2-Stempel-Einspritzpumpe                                             | Saugrohreinspritzung, mechanisch geregelt; Bosch 2-Stempel-Einspritzpumpe                                             |
| Kraftstofftank                 | 62 l | 62 l |
| Fahrwerk und Kraftübertragung  | | |
| Rahmenausführung               | Rahmenbodenanlage / selbsttragende Karosserie                                                                         | Rahmenbodenanlage / selbsttragende Karosserie                                                                         |
| Radaufhängung vorn             | Doppel-Querlenker-Achse                                                                                               | Doppel-Querlenker-Achse                                                                                               |
| Radaufhängung hinten           | Eingelenk-Pendelachse                                                                                                 | Eingelenk-Pendelachse                                                                                                 |
| Federung vorn                  | Schraubenfedern, Drehstab-Stabilisator                                                                                | Schraubenfedern, Drehstab-Stabilisator                                                                                |
| Federung hinten                | Schraubenfedern | Schraubenfedern |
| Stoßdämpfer                    | hydraulische Teleskop-Stoßdämpfer, rundum                                                                             | hydraulische Teleskop-Stoßdämpfer, rundum                                                                             |
| Lenkung                        | Kugelumlauflenkung | Kugelumlauflenkung |
| Bremsanlage                    | hydraulisch, mit Unterdruck-Bremskraftverstärker, auf Vorder- und Hinterräder wirkend; Trommelbremsen vorn und hinten | hydraulisch, mit Unterdruck-Bremskraftverstärker, auf Vorder- und Hinterräder wirkend; Trommelbremsen vorn und hinten |
| Feststellbremse                | mechanisch, auf Hinterräder wirkend                                                                                   | mechanisch, auf Hinterräder wirkend                                                                                   |
| Räder                          | Stahlblechräder | Stahlblechräder |
| Felgen                         | Tiefbettfelge 5 K × 13 B                                                                                              | Tiefbettfelge 5 K × 13 B                                                                                              |
| Reifen                         | 6,70-13 Sport | 6,70-13 Sport |
| Antrieb                        | Hinterradantrieb | Hinterradantrieb |
| Kraftübertragung               | geteilte Kardanwelle                                                                                                  | geteilte Kardanwelle                                                                                                  |
| Getriebe und Fahrleistungen    | | |
| Getriebe                       | 4-Gang-Schaltgetriebe                                                                                                 | 4-Gang-Schaltgetriebe                                                                                                 |
| Verfügbarkeit                  | Serie | auf Wunsch |
| Schaltung                      | Lenkradschaltung | Lenkradschaltung |
| Kupplung                       | Einscheiben-Trockenkupplung                                                                                           | hydraulisch-automatische Kupplung „Hydrak“                                                                            |
| Getriebeart                    | Zahnrad-Wechselgetriebe                                                                                               | Zahnrad-Wechselgetriebe                                                                                               |
| Getriebe-Übersetzung           | I. 3,52; II. 2,32; III. 1,52; IV. 1,0; R. 3,29                                                                        | I. 3,52; II. 2,32; III. 1,52; IV. 1,0; R. 3,29                                                                        |
| Achsantriebsübersetzung        | 4,10 | 4,10 |
| Höchstgeschwindigkeit          | 160 km/h; ab 08.1959: 165 km/h                                                                                        | 160 km/h; ab 08.1959: 165 km/h                                                                                        |
| Beschleunigung 0-100 km/h      | 15 s, Beschleunigung mit Durchschalten von 0-100 km/h, Belastung 2 Personen                                           | 15 s, Beschleunigung mit Durchschalten von 0-100 km/h, Belastung 2 Personen                                           |
| Kraftstoffverbrauch DIN 70030  | 10,7 l | 10,9 l |
| Abmessungen und Gewichte       | | |
| Radstand                       | 2700 mm | 2700 mm |
| Spur vorne / hinten            | 1430 / 1470 mm | 1430 / 1470 mm |
| Länge                          | 4700 mm | 4700 mm |
| Breite                         | 1790 mm | 1790 mm |
| Höhe                           | 1530 mm | 1530 mm |
| Leergewicht DIN 70020          | 1410 kg (mit Hydrak: 1430 kg)                                                                                         | 1410 kg (mit Hydrak: 1430 kg)                                                                                         |
| Zul. Gesamtgewicht             | 1810 kg (mit Hydrak: 1830 kg)                                                                                         | 1810 kg (mit Hydrak: 1830 kg)                                                                                         |
| Allgemeine Daten               | | |
| Stückzahl                      | 1.112 | 1.112 |
| Preis                          | 09.1958: 23.400 DM 08.1959: 23.200 DM                                                                                 | 09.1958: 23.400 DM 08.1959: 23.200 DM                                                                                 |
| Belege                         | | |